# Cabana de vinya borja
La Cabana de vinya borja és una obra de la Palma de Cervelló (Baix Llobregat) inclosa a l'Inventari del Patrimoni Arquitectònic de Catalunya.

## Descripció
Construcció popular feta amb pedra seca amb volta revestida interiorment de fang. Es troba prop de la carretera a Corbera, des d'on es pot veure. És de planta quadrada i volta semielíptica a l'interior.

## Història
El conreu de vinya al terme de la Palma de Cervelló, i per extensió a la comarca, es pot dir que va desaparèixer d'ençà la plaga de la fil·loxera a les darreries del segle xix. Aquest tipus de construcció era utilitzada per a guardar els estris dels vinyaters.